# Адамс (округ, Висконсин)
Округ Адамс (англ. Adams County) располагается в штате Висконсин, США. Официально образован в 1848 году. По состоянию на 2010 год, численность населения составляла 20 875 человека. По разным источникам, получил своё наименование либо в честь второго президента США Джона Адамса, либо в честь его сына, шестого президента США Джонa Куинси Адамсa.

## География
По данным Бюро переписи США, общая площадь округа равняется 1784,512 км2, из которых 1673,142 км2 суша и 111,370 км2 или 6,200 % это водоёмы.

## Население
По данным переписи населения 2000 года в округе проживает 18 643 жителей в составе 7 900 домашних хозяйств и 5 466 семей. Плотность населения составляет 11,00 человек на км2. На территории округа насчитывается 14 123 жилых строений, при плотности застройки около 8-ми строений на км2. Расовый состав населения: белые — 97,63 %, афроамериканцы — 0,27 %, коренные американцы (индейцы) — 0,59 %, азиаты — 0,33 %, гавайцы — 0,02 %, представители других рас — 0,33 %, представители двух или более рас — 0,83 %. Испаноязычные составляли 1,44 % населения независимо от расы.
В составе 23,60 % из общего числа домашних хозяйств проживают дети в возрасте до 18 лет, 58,50 % домашних хозяйств представляют собой супружеские пары проживающие вместе, 6,70 % домашних хозяйств представляют собой одиноких женщин без супруга, 30,80 % домашних хозяйств не имеют отношения к семьям, 25,50 % домашних хозяйств состоят из одного человека, 11,50 % домашних хозяйств состоят из престарелых (65 лет и старше), проживающих в одиночестве. Средний размер домашнего хозяйства составляет 2,33 человека, и средний размер семьи 2,76 человека.
Возрастной состав округа: 20,80 % моложе 18 лет, 5,60 % от 18 до 24, 24,30 % от 25 до 44, 28,40 % от 45 до 64 и 28,40 % от 65 и старше. Средний возраст жителя округа 44 лет. На каждые 100 женщин приходится 102,90 мужчин. На каждые 100 женщин старше 18 лет приходится 101,30 мужчин.